# Kiyou Shimizu
Kiyou Shimizu (清水 希 容, Shimizu Kiyou; Osaka, 7 de desembre de 1993) és una karateka japonesa que competeix en la prova de kata femenina. Va guanyar la medalla de plata en la prova de kata femenina als Jocs Olímpics d’estiu del 2020 a Tòquio, Japó. També és dues vegades medalla d'or al Campionat Mundial de Karate i dues vegades medalla d'or als Jocs Asiàtics

## Carrera
El 2014 va representar el Japó als Jocs Asiàtics d'aquell any, a Incheon, Corea del Sud, i va guanyar la medalla d’or en la prova de kata femenina. Un mes després, es va convertir en campiona del món al Campionat Mundial de Karate del 2014, celebrat a Bremen, Alemanya. El 2015, va guanyar la medalla d'or als Campionats Asiàtics de Karate celebrats a Yokohama, Japó.
Al Campionat Mundial de Karate del 2016, a Linz, Àustria, va repetir el seu èxit del 2014 guanyant per segona vegada la medalla d’or en la prova de kata femenina. El 2017, va guanyar la medalla d'or en la prova de kata femenina als Jocs Mundials del celebrats a Wrocław, Polònia. A la final, va derrotar a Sandra Sánchez d'Espanya.
El 2018, va guanyar una medalla en tres grans torneigs. Als Campionats Asiàtics de Karate celebrats a Amman, Jordània, va guanyar la medalla d’or en la prova de kata femenina. També va guanyar la medalla d'or en els kata femení esdeveniment en els jocs asiàtics, celebrada a Jakarta, Indonèsia. El seu èxit va continuar al Campionat Mundial de Karate celebrat a Madrid, on va guanyar la medalla de plata en la prova de kata individual femení. A la final, va perdre contra Sandra Sánchez d'Espanya.
Als Campionats Asiàtics de Karate del 2019 celebrats a Taixkent, Uzbekistan, va guanyar la medalla d’or en la prova de kata individual femenina.
Va representar el Japó als Jocs Olímpics d’estiu de 2020 de karate. Va arribar a la final a la prova de kata femení, però va perdre la medalla d'or contra l'espanyola Sandra Sánchez Jaime.